# Anna Ibrisagic
Anna Ibrisagic (født 23. maj 1967) er siden 2004 svensk medlem af Europa-Parlamentet, valgt for Moderaterne (indgår i parlamentsgruppen Gruppen for Det Europæiske Folkeparti).